# Comuna Krîsovîci, Mostîska
Krîsovîci (în ucraineană Крисовичі) este o comună în raionul Mostîska, regiunea Liov, Ucraina, formată din satele Ciîșkî, Krîsovîci (reședința) și Nahirne.

## Demografie
Componența lingvistică a comunei Krîsovîci
     Ucraineană (81,14%)
     Alte limbi (0,14%)
Conform recensământului din 2001, majoritatea populației comunei Krîsovîci era vorbitoare de ucraineană (81,14%), existând în minoritate și vorbitori de polonă (18,72%).